# Pelsaert Group
Il Pelsaert Group è il gruppo più meridionale dell'Houtman Abrolhos, una catena di 122 isole, e barriere coralline associate, situate nell'oceano Indiano al largo della costa dell'Australia Occidentale, nella regione del Mid West. Le isole appartengono alla Local government area della Città di Greater Geraldton.

## Geografia
Il Pelsaert Group costituisce la barriera corallina più meridionale dell'oceano Indiano; si trova a sud-est dell'Easter Group, da cui è separato dal canale di Zeewijk.
Le isole maggiori che formano il gruppo sono: 
- Gun Island
- Middle Island
- Pelsaert Island

## Storia
Il gruppo prende il nome da Francisco Pelsaert, comandante della nave Batavia, che naufragò sul Morning Reef vicino a Beacon Island, nel Wallabi Group, nel 1629.
Anche nel gruppo Pelsaert sono avvenuti molti incidenti e naufragi, si ricorda in particolare quello della Zeewijk, anch'essa di proprietà della Compagnia olandese delle Indie orientali, che si infranse sul Half Moon Reef nel 1727. I sopravvissuti trovarono rifugio su Gun Island.